# Söderala församling
Söderala församling är en församling i Hälsinglands södra kontrakt i Uppsala stift. Församlingen ingår i Söderala pastorat och ligger i Söderhamns kommun i Gävleborgs län.

## Administrativ historik
Församlingen har medeltida ursprung. 1620 utbröts Söderhamns församling. 1828 utbröts Maråkers församling som 1896 ombildades till Ljusne kapellag inom Söderala församling. 1 januari 1914 utbröts Bergviks församling. Jämlikt löneregleringsresolution från den 13 oktober 1916 bildade Ljusne kapellag från och med den 1 maj 1917 en särskild kapellförsamling genom utbrytning ur Söderala församling.
Den 1 januari 1950 (enligt beslut den 26 november 1948) överfördes till Söderala församling från Söderhamns församling vissa obebodda områden omfattande en areal av 0,03 km², varav allt land.
Den 1 januari 1952 (enligt beslut den 30 mars 1951) överfördes till Söderala församling från Mo församling den obebodda fastigheten Kyrkbyn 10:8, omfattande en areal av 0,08 km², varav allt land.
Den 1 januari 1992 överfördes ett område med 1 251 personer från Söderala församling till Sandarne församling.

### Pastorat
Söderala församling utgjorde till 1620 ett eget pastorat. 1620 utbröts Söderhamns församling och Söderala församling var därefter till 1635 moderförsamling i pastoratet Söderala och Söderhamn, för att från 1635 till 1828 åter utgöra ett eget pastorat. 1828 utbröts Maråkers församling och Söderala församling blev till 1896 moderförsamling i pastoratet Söderala och Maråker. 1896 införlivades Maråkers församling och ombildades till Ljusne kapellag samtidigt kom Söderala församling åter till 1913 utgöra ett eget pastorat. 1914 utbröts Bergviks församling och Söderala församling blev till 2006 moderförsamling i pastoratet Söderala och Bergvik som 1917 utökades med Ljusne församling som det året utbröts och 1962 med Mo församling. Sedan 1 januari 2006 är Söderala moderförsamling i pastoratet Söderala, Ljusne och Mo-Bergvik som 2012 utökades med Skogs församling.

## Geografi
Söderala församling omfattade den 1 januari 1952 en areal av 110,93 km², varav 94,24 km² land. Efter nymätningar och arealberäkningar färdiga den 1 januari 1961 omfattade församlingen samma datum en areal av 110,36 km², varav 98,84 km² land.

## Kyrkoherdar
| Ämbetstid | Namn                     | Levnadstid | Övrigt                                      |
| --------- | ------------------------ | ---------- | ------------------------------------------- |
| 1312–1324 | Johannes                 |            |                                             |
| 1546      | Nicolaus                 |            |                                             |
| 1556–1561 | Bero Michaelis           |            |                                             |
| 1593      | Jonas Petri              |            |                                             |
| 1618–1619 | Petrus Jonae Kempe       | –1619      |                                             |
| 1620–1656 | Laurentius Scalin        | 1576–1656  |                                             |
| 1656–1685 | Jonas Scalin             | –1685      |                                             |
| 1684–1692 | Olof Scalin              | –1692      |                                             |
| 1693–1722 | Laurentius Jonæ Halenius | 1654–1722  | Kontraktsprost och riksdagsman.             |
| 1724      | Ericus Schalenius        | –1724      |                                             |
| 1725–1733 | Jahannes Schirman        | 1669–1733  |                                             |
| 1735–1743 | Lars Ekeberg             | –1743      | Kontraktsprost.                             |
| 1746–1757 | Eric Montén              | –1757      |                                             |
| 1758–1770 | Nils Hellstedt           | 1710–1770  |                                             |
| 1772–1780 | Eric Scherdin            |            | Senare kyrkoherde i Hudiksvalls församling. |
| 1781–1802 | Anders Adolf Grundén     | 1746–1802  | Kontraktsprost och riksdagsman.             |
| 1803–1811 | Gustaf Brynolf Broström  | 1754–1811  |                                             |
| 1812–1822 | Daniel Ullgren           | 1768–1822  | Kontraktsprost.                             |
| 1824–1845 | Anders Scherdin          | 1785–1848  | Kontraktsprost.                             |

## Organister
| Ämbetstid | Namn                | Levnadstid | Övrigt    |
| --------- | ------------------- | ---------- | --------- |
| 1961–1964 | Uddo Hjalmar Bredin | 1902–      | Organist. |

## Befolkningsutveckling
| Befolkningsutvecklingen i Söderala församling 1900–1990       | Befolkningsutvecklingen i Söderala församling 1900–1990 | Befolkningsutvecklingen i Söderala församling 1900–1990 | Befolkningsutvecklingen i Söderala församling 1900–1990 | Befolkningsutvecklingen i Söderala församling 1900–1990 |
| ------------------------------------------------------------- | ------------------------------------------------------- | ------------------------------------------------------- | ------------------------------------------------------- | ------------------------------------------------------- |
|                                                               |                                                         |                                                         |                                                         |                                                         |
| År                                                            |                                                         |                                                         | Folkmängd                                               |                                                         |
| 1900                                                          | 1900                                                    |                                                         | 5 693                                                   |                                                         |
| 1910                                                          | 1910                                                    |                                                         | 6 626                                                   |                                                         |
| 1920                                                          | 1920                                                    |                                                         | 4 490                                                   |                                                         |
| 1930                                                          | 1930                                                    |                                                         | 5 636                                                   |                                                         |
| 1940                                                          | 1940                                                    |                                                         | 5 325                                                   |                                                         |
| 1950                                                          | 1950                                                    |                                                         | 5 018                                                   |                                                         |
| 1960                                                          | 1960                                                    |                                                         | 5 004                                                   |                                                         |
| 1970                                                          | 1970                                                    |                                                         | 5 009                                                   |                                                         |
| 1980                                                          | 1980                                                    |                                                         | 4 756                                                   |                                                         |
| 1990                                                          | 1990                                                    |                                                         | 4 442                                                   |                                                         |
| Anm: Källor: Demografiska databasen, CEDAR, Umeå universitet. |                                                         |                                                         |                                                         |                                                         |

## Kyrkor
- Söderala kyrka

## Kända personer från Söderala församling
- Jan Johansson, jazzpianist
- Olle Häger, dokumentärfilmare, historiker